# Anticlinura atlantica
Anticlinura atlantica is een slakkensoort uit de familie van de Mangeliidae. De wetenschappelijke naam van de soort is voor het eerst geldig gepubliceerd in 2005 door Garcia.